# Kellosaari (ö i Kymmenedalen, Kouvola)
Kellosaari är en ö i Finland. Den ligger i vattendraget Pitkä-Kymi och i kommunen Kouvola i den ekonomiska regionen  Kouvola ekonomiska region  och landskapet Kymmenedalen, i den södra delen av landet, 110 km öster om huvudstaden Helsingfors. Öns area är 6,4 hektar och dess största längd är 0,6 kilometer i sydväst-nordöstlig riktning.